# Howard Webb
Howard Melton Webb, MBE (Rotherham, Yorkshire, 14 de julio de 1971) es un exárbitro de fútbol y agente de policía inglés y actual director de la asociación inglesa de árbitros Professional Game Match Officials Board.
Fue árbitro FA desde el año 2000 e internacional FIFA desde 2005. Entre otros torneos, pitó en la Eurocopa 2008, la Copa Mundial de Fútbol de 2010, la Eurocopa 2012 y la Copa Mundial de Fútbol de 2014

## Biografía
Webb fue sargento de policía antes de dedicarse profesionalmente al arbitraje. Su abuelo fue jugador profesional y su padre fue árbitro a nivel regional en Inglaterra.

### Carrera

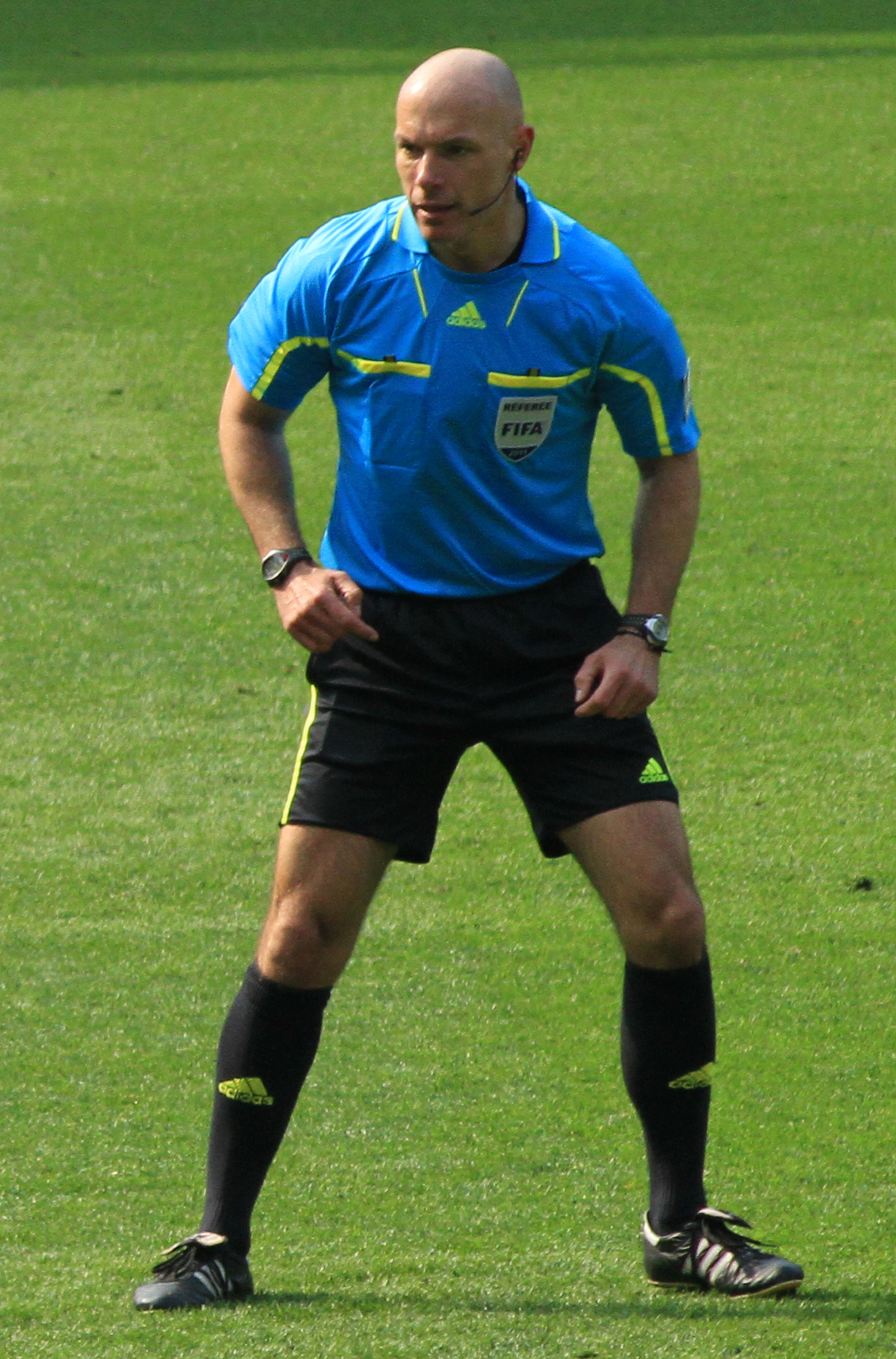
Howard Webb en 2011

Howard Webb es árbitro regular de la Premier League inglesa desde su debut en 2003 en un partido entre Fulham y Wolverhampton Wanderers. Entre otros partidos, arbitró la final de la Community Shield en 2005, del FA Trophy en 2006 y de la Carling Cup en 2007. Las temporadas 2003/04 y 2007/08, fueron en las que menos tarjetas rojas sacó, con una, mientras que la 2008/09, fue en la que más, con cinco. 
Se convirtió en árbitro FIFA en 2005 y dirigió su primer partido internacional el 15 de noviembre del 2005, un amistoso entre Portugal e Irlanda del Norte.
En la Eurocopa 2008 dirigió dos encuentros de primera fase: Austria-Polonia y Grecia-España. Al año siguiente dirigió dos partidos de la Copa FIFA Confederaciones 2009. En 2010 fue designado como el árbitro oficial del partido final de la UEFA Champions League 2009-10 que enfrentó al Bayern de Múnich de Alemania y al Inter de Milán de Italia.
En el Mundial de Sudáfrica 2010 dirigió cuatro juegos: en primera fase España-Suiza y Eslovaquia-Italia mientras que en octavos de final dirigió el partido entre Brasil y Chile. Arbitró la final del torneo entre España y Holanda jugada el 11 de julio de ese año, siendo su arbitraje durante ese partido muy criticado por no poner fin al juego violento desplegado por el conjunto neerlandés, más concretamente una patada en el tórax por parte de Nigel de Jong a Xabi Alonso
Luego de arbitrar en la Copa Mundial de Fútbol de 2014 en Brasil, Webb anunció su retiro del arbitraje en agosto de 2014 para tomar el puesto de director de la asociación de árbitros inglesa, la Professional Game Match Officials.

## Distinciones individuales
- Tercer mejor árbitro del año según IFFHS: 2009.[10]
- Mejor árbitro del año según IFFHS: 2010 y 2013.
- Miembro de la Orden del Imperio Británico tras su aparición en la lista de honores de año nuevo por sus servicios al fútbol.[11]